# Тифенбах (Пасау)
Тифенбах (њем. Tiefenbach) општина је у њемачкој савезној држави Баварска. Једно је од 38 општинских средишта округа Пасау. Према процјени из 2010. у општини је живјело 6.724 становника. Посједује регионалну шифру (AGS) 9275151.

## Географски и демографски подаци
Тифенбах се налази у савезној држави Баварска у округу Пасау. Општина се налази на надморској висини од 373 метра. Површина општине износи 49,7 km². У самом мјесту је, према процјени из 2010. године, живјело 6.724 становника. Просјечна густина становништва износи 135 становника/km².